# أيلانجيق (قرة باشلو)
أيلانجيق (بالفارسية: ایلانجیق) هي مستوطنة تقع في إيران في قسم قرة باشلو الريفي. يقدر عدد سكانها بـ 301 نسمة .